# Amphiura heraldica
Amphiura heraldica is een slangster uit de familie Amphiuridae.
De wetenschappelijke naam van de soort werd in 1952 gepubliceerd door Howard Barraclough Fell.